# The North Remembers
"The North Remembers" (em português:  "O Norte Se Lembra") é o primeiro episódio da segunda temporada da série de televisão Game of Thrones. Foi originalmente exibido pela HBO nos EUA, no dia 1 de Abril de 2012 e teve a duração de 53 minutos.
O episódio foi escrito pelos criadores e produtores executivos da série, David Benioff e D. B. Weiss, e dirigido pelo coprodutor executivo Alan Taylor.
O episódio tem como ponto de partida as personagens da primeira temporada, fazendo um resumo das suas histórias, em que a maioria dos protagonistas se encontra espalhada pelos Sete Reinos, depois dos eventos dramáticos da temporada anterior. O episódio também introduz novas personagens em Pedra do Dragão, onde o irmão do falecido rei Robert Baratheon, Stannis, surge como mais um candidato ao Trono de Ferro.

## Enredo

### Em Pedra do Dragão
O irmão mais velho de Robert Baratheon, Stannis Baratheon, faz-se anunciar como o legítimo herdeiro ao Trono de Ferro. A partir da sua corte instalada na ilha de Pedra do Dragão, ele envia um carta a todos os senhores dos Sete Reinos, onde afirma que Joffrey, Tommen e Myrcella não são de facto filhos de Robert, mas sim o resultado do incesto entre Cersei Lannister e o seu irmão gémeo, Jaime. Stannis recusa fazer alianças com qualquer um dos outros candidatos (incluindo o seu irmão mais novo, Renly), a pedido do seu conselheiro Davos Seaworth, já que eles são usurpadores sem qualquer legitimidade; Stannis insiste que todos aqueles que não lhe prestarem vassalagem serão destruídos.
O Meister de Stannis, Cressen, mostra-se preocupado com as últimas resoluções de Stannis e, em especial, com a influência que a Sacerdotisa Vermelha Melisandre tem sobre ele. Sob a influência da Sacerdotisa Vermelha e do seu deus, O Senhor da Luz, Stannis acabou mesmo por se converter à nova religião e tendo, ainda por cima, queimado as estátuas dos Sete de Westeros. Disposto a sacrificar-se pelo bem de Stannis, Cressen deita veneno num copo de vinho e pede a Melisandre que beba dele, depois de ele mesmo o ter feito. Se por um lado ele morre quase de imediato, a sacerdotisa bebe até ao fim sem sofrer qualquer efeito.

### Em Porto Real
Durante um série de combates realizados em honra do dia do nome do Rei Joffrey, Sansa Stark, agora cativa em Porto Real, consegue habilmente salvar a vida do cavaleiro bêbado, Sor Dontos, convencendo Joffrey a fazer dele um bobo em vez de o matar. As celebrações são interrompidas por Tyrion Lannister, que regressa à capital para desempenhar o papel de Mão do Rei em nome do seu pai, Tywin. Cersei fica furiosa com esta notícia, mas acaba por aceitar a situação na condição de o seu irmão agir apenas como conselheiro. Quando Tyrion descobre que Cersei permitiu que Arya Stark fugisse depois da morte do pai, ele despreza-a por ela ter perdido dois reféns valiosos, já que ele planeava trocá-los pelo irmão Jaime.
O Rei Joffrey discute com a mãe sobre a carta de Stannis. Imediatamente depois, a Patrulha da Cidade assassina todos os filhos ilegítimos de Robert Baratheon, ainda que não seja claro que deu a ordem. Gendry e Arya já se encontravam fora da cidade, mas ainda assim o seu mestre armeiro revela que eles se encontram na caravana que se dirige para a Muralha.

### No acampamento Stark
O Rei Robb Stark visita Jaime Lannister, seu prisioneiro, informando-o que ele recebeu a carta de Stannis sobre o facto de os filhos Cersei serem de Jaime, e sobre as razões que levaram o seu irmão Bran a ficar aleijado e o seu pai a morrer. Robb também que lhe diz que pretende enviar o primo de Jaime, Sor Alton Lannister, também capturado pelo exército do Norte, com os seus termos de paz. As suas exigências incluem a libertação das suas duas irmãs, a devolução dos restos mortais de Eddard e da sua comitiva e ainda, o reconhecimento da independência do Norte.
Apesar de ter derrotado três vezes os Lannisters no campo de batalha, Robb percebe que não os pode derrotar sozinho. Como tal, concorda em enviar Theon Greyjoy ao pai, Balon, para convencê-lo a juntar-se a eles a sua frota de navios das Ilhas de Ferro. E, apesar do desejo da sua mãe, Catelyn, de voltar para Winterfell, para junto de Bran e Rickon, Robb pede-lhe que vá ter com a corte de Renly e negocie uma aliança. Catelyn também avisa o filho de que Balon Greyjoy não é de confiança e assegura-lhe que o pai estaria orgulhoso dele.

### Em Winterfell
Bran Stark está a aprender as obrigações de Senhor de Winterfell, enquanto o seu irmão se encontra fora em guerra. Ele tem um sonho estranho, em que se vê da pele de Verão, o seu lobo gigante, correndo pela Matadelobos. Na manhºa seguinte, ele vai a Matadelobos com Osha, que tenta saber mais sobre os seus sonhos, mas Bran prefere ignorar as suas perguntas. Ambos observam o cometa que atravessa o céu. Bran comenta que todos os homens dizem ser um presságio de vitória na guerra, deste ou daquele lado, mas Osha insiste que aquele cometa significa apenas uma coisa: o retorno dos dragões.

### Para Além da Muralha
A patrulha que saiu de Caste Negro chega à Fortaleza de Craster, um aglomerado a alguma distância da Muralha. Craster fornece-lhes informações sobre os Selvagens e o seu líder, Mance Ryder, o Rei-para-lá-da-Muralha, afirmando que Rayder está a reunir um exército nas montanhas e que pretende dirigir-se para Sul. O Senhor Comandante Jeor Mormont dá conselhos de liderança a Jon Snow (Kit Harington), face à repugnância de Jon devido ao facto de as filhas de Craster serem também suas mulheres.

### Do outro lado do Mar Estreito
Com o que resta do khalasar de Drogo, Daenerys Targaryen atravessa o Deserto Vermelho na esperança de encontrar uma abrigo. A viagem é árdua, com os seus dragões recém-nascidos não dispostos a comer a carne que lhes é oferecida e com os cavalos a morrerem devido à exaustão. Por fim, Daenerys resolve enviar três dos seus companheiros com os cavalos que ainda restam, para que possam procurar algo em três direcções diferentes.

## Produção

### Roteiro
O episódio foi escrito pelo produtores executivos David Benioff e D. B. Weiss, baseado na obra original de George R. R. Martin. Como a segunda temporada cobre praticamente todos os acontecimentos de A Clash of Kings, o segundo livro da série, o primeiro episódio apresenta os primeiros capítulos, que incluem Prólogo, Sansa I, Tyrion I, Bran I, Catelyn I, Davos I, e a primeira parte de Daenerys I e de Jon III (capítulos 1, 3, 4, 5, 8, 11, 13 e 24). Dois capítulos iniciais do livro já tinham sido incluídos no final da primeira temporda e houve um avanço na história de Jon Snow.
Entre as principais diferenças entre a série e o livro estão a exclusão dos dois Walder Frey da narrativa de Bran (não foram feitos testes para os papéis), a ordem dos eventos em Pedra do Dragão (nos livros a morte do Meistre Cressen acontece antes da queima dos Sete) e o nome do primo Lannister (Cleos Frey mudou para Alton Lannister para evitar confusões devido a complexidade dos casamentos Lannister).
As principais cenas criadas para o episódio são a do confronto de Robb e Jaime na cela, o debate de Cersei e Mindinho sobre as raízes do poder e o desafio de Joffrey à mãe na sala do trono.

### Selecção do elenco
O episódio introduz várias personagens importantes, nomeadamente Stannis Baratheon (Stephen Dillane), Sor Davos Seaworth (Liam Cunningham) e Melisandre (Carice van Houten). Os personagens apresentadas são Sor Dontos Hollard, Alton Lannister, Meister Cressen, Matthos Seaworth, Edd Doloroso, Craster e Gilly.
Dillane, Cunningham e van Houten entram para o elenco principal. John Bradley (Samwell Tarly), James Cosmo (Jeor Mormont), Jerome Flynn (Bronn), Conleth Hill (Varys) e Sibel Kekilli (Shae) também são colocados no elenco principal, depois de terem feito parte do elenco secundário na primeira temporada.
Peter Dinklage substitui Sean Bean como o primeiro a aparecer na sequência de abertura. Devido ao facto de a personagem de Bean ter sido morta no fim da temporada anterior, Dinklage brincou que desejava ser o crédito principal durante bastante tempo.

### Filmagens

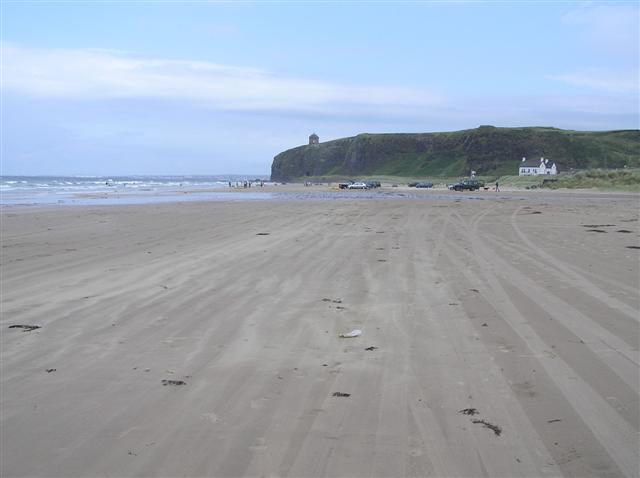
Downhill Strand foi usada como a praia de Pedra do Dragão, onde as estátuas dos Sete são queimadas.

A produção continuou a usar os estúdios Paint Hall como local principal de filmagens e as paisagens da Irlanda do Norte como principal local das filmagens exteriores. A queima dos Sete foi filmada na Downhill Strand, onde a imprensa local fez eco da comoção que as filmagens causaram na pequena comunidade de Castlerock. A Forteleza de Craster foi construída na floresta em Clandeboye Estate.

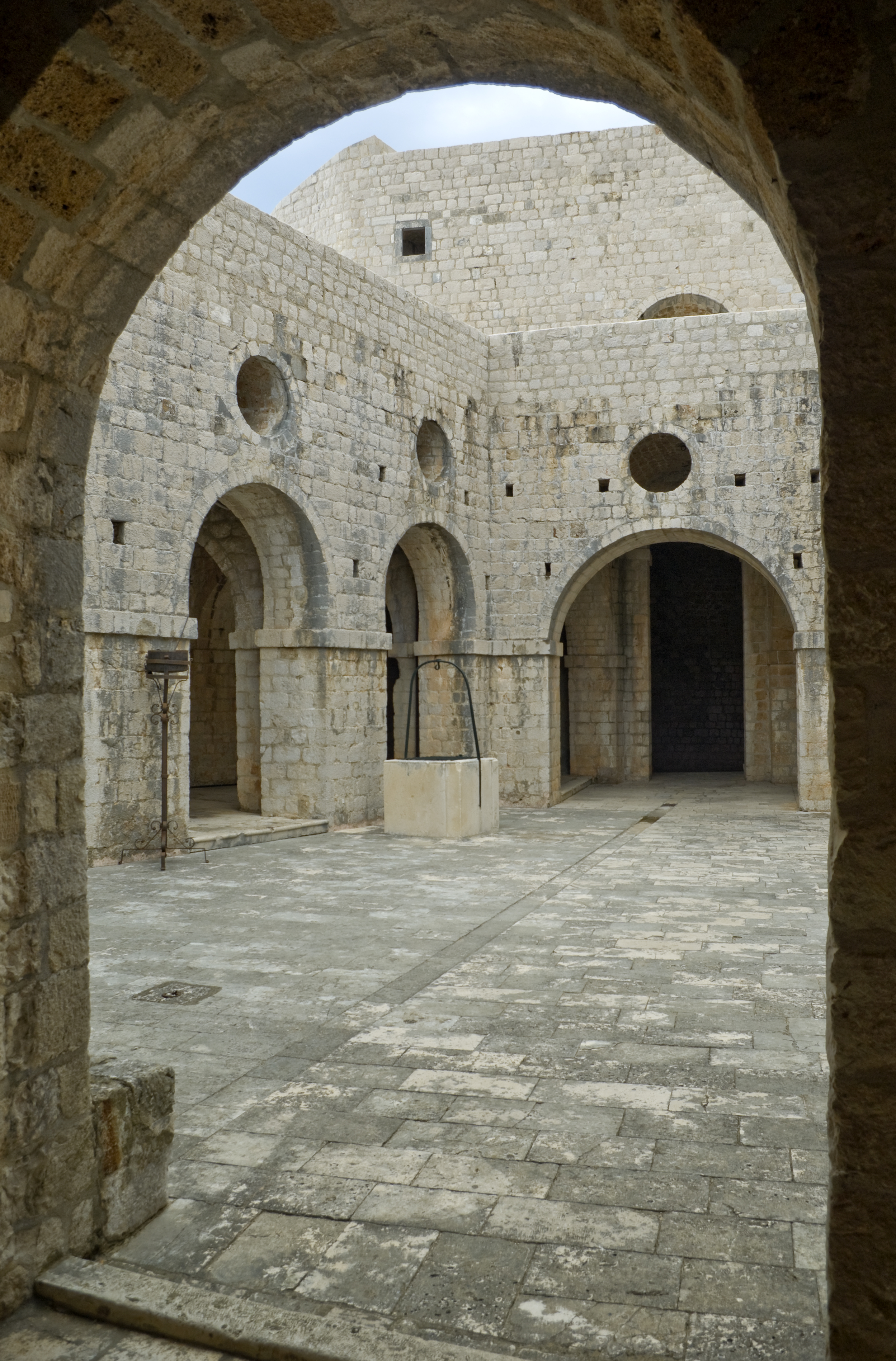
O torneiro do dia do nome de Joffrey foi filmado no Forte Lovrijenac.

Para os exteriores da capital Porto Real, os quais tinham sido filmados em Malta durante toda a primeira temporada, a produção usou desta vez a paisagem da cidade croata de Dubrovnik. Conhecida como A Pérola do Adriático, a cidade demonstrou ser uma óptima localização para representar Porto Real já que partilha muitas das característas da cidade ficcional: tem uma atmosfera medieval bem preservada, com muralhas altas e o mar no horizonte. Segundo David Benioff, produtor executivo da série, “No instante em que começamos a caminhar pelas muralhas da cidade soubemos que era aquilo. Leêm a descriação no livro e vêem a Dubrovnik e é assim que a cidade se parece. Tem um mar brilhante, sol e bela arquitectura”
A primeira cena do episódio, representando a celebração do dia do nome de Joffrey, foi filmada no Forte Lovrijenac de Dubrovnik (também conhecido por Fortaleza de São Lourenço). Mais tarde, o debate sobre a natureza do poder, entre Cersei e o Mindinho, também decorre numa das suas varandas, e na montagem final, na cena da morte dos bastardo, a Cidade Velha de Dubrovnik e as famosas muralhas podem ser claramente vistas.

## Recepção

### Audiência
A audiência do episódio durante a sua estreia nos EUA alcançou um novo recorde para a série, 3,858 milhões de telespectadores, com um share de 2.0 na classe etária mais importante, entre os 18 e os 49 anos. Tendo em conta as reprises que foram exibidas na mesma noite, o número de telespectadores chegou a um total de 6,3 milhões.